# Robert Eddins
(en) Statistiques sur pro-football-reference
Robert Eddins, né le 11 octobre 1988 à Détroit et mort le 20 décembre 2016 dans la même ville, est un joueur américain de football américain.

## Carrière

### Université
Robert Eddins évolue à l'université d'État de Ball où il joue pour l'équipe de football américain des Cardinals.

### Professionnel
Robert Eddins n'est sélectionné par aucune équipe lors du draft de la NFL de 2011. Il signe peu de temps après comme agent libre non drafté avec les Bills de Buffalo. Le 14 septembre 2011, il est mis sur la liste des blessés jusqu'à la fin de la blessure à cause d'une blessure au pied. Il est libéré le 20 septembre.
Le 6 janvier, il revient chez les Bills.

## Mort
Il est assassiné le 20 décembre 2016 dans sa ville natale, à 28 ans.